# 가르멜 산의 성모

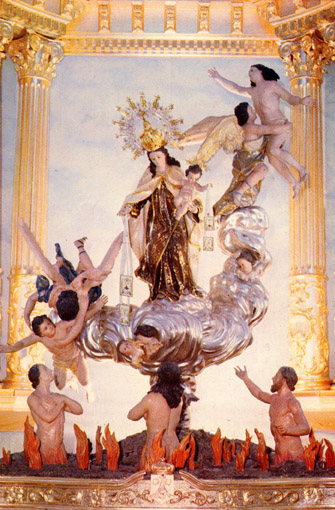
가르멜 산의 성모와 천사들 그리고 연옥의 영혼들.

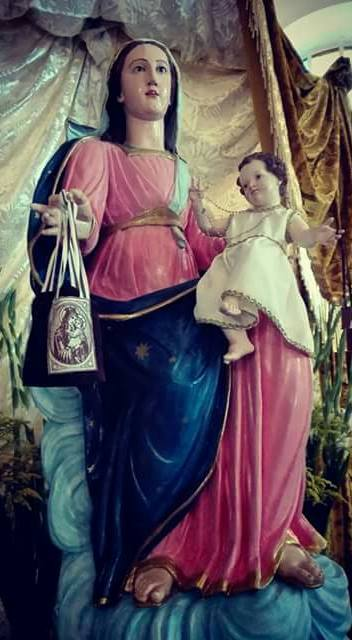
가르멜 산의 성모

가르멜 산의 성모는 성 시몬 스톡에게 나타나 가르멜 산의 성모 스카풀라(갈색 스카풀라)를 준 성모 마리아를 일컫는 호칭이다. 가르멜 산의 성모 축일 날짜는 7월 16일이다. 가르멜회 소속 성인들로는 성 시몬 스톡뿐만 아니라, 아기 예수의 성녀 데레사, 십자가의 성 요한, 아빌라의 성녀 데레사와 같은 성인들도 있다.

## 교회의 전승
교회의 전승에 따르면, 1251년 7월 16일 화요일에 성모 마리아가 잉글랜드 케임브리지에서 가르멜회의 총장인 성 시몬 스톡 앞에 발현하였다고 한다. 당시 성 시몬 스톡은 수도회 설립 과정에서 내외적으로 극심한 반대와 여러 가지 어려움에 봉착하여 성모 마리아에게 의지하고 도움을 간절히 요청하였는데, 성모 마리아가 그의 기도에 응답하여 한 손에 스카풀라를 들고 발현하여 성 시몬 스톡에게 “사랑하는 아들아, 네 수도회를 위해 이 스카풀라를 받아라. 이는 내가 너와 가르멜 산의 자녀를 위해 얻은 특별한 은총의 징표이다. 누구든지 이 스카풀라를 죽는 순간까지 착용하는 사람은 영원한 불의 고통을 겪지 않을 특권을 누릴 것이며, 죽은 후 첫 번째 토요일에 내 도움을 받아 하늘나라에 이를 것이다. 이는 구원의 표시이며, 위험으로부터 지켜 줄 방패가 될 뿐만 아니라, 평화와 보호를 약속해 줄 것이다.”라고 말하였다. 성 시몬 스톡은 이 계시를 자신의 비서 겸 고해 사제인 피터 보일에게 구술하게 하였으며, 1642년에서야 처음으로 정확한 형태가 세상에 나왔다. 이 이야기는 종합적으로 믿을 만한 교회의 전승으로써 많은 신자가 믿고 있다. 바꾸어 말하면, 성 시몬 스톡에게 가르멜회에 대한 아래와 같은 은총의 표시로서 갈색 스카풀라를 주었다고 확신한다:
- 갈색 스카풀라를 가르멜회의 수도복의 일종으로 만들어 착용하면 성모 마리아의 특별한 보살핌을 받을 수 있다.
- 갈색 스카풀라를 처음부터 끝까지 착용하면 성모 마리아의 특별한 보호를 받을 수 있으며, 특히 임종할 때에는 지옥에 떨어지지 않는다. 부차적으로, 이 약속은 가르멜회 회원이 아니더라도 갈색 스카풀라를 착용하면서 몸과 마음을 다해 성모 마리아에 대한 신심을 바치는 이들에게도 역시 해당한다.

## 토요 특전
그로부터 약 80년이 지난 후, 성모 마리아가 교황 요한 22세에게 발현하여 “이 스카풀라를 경건한 마음으로 착용했던 영혼들은 죽고 나서 첫 토요일이 되는 날 연옥으로부터 구해줄 것이다.”라고 말하였다고 한다. 1322년 선포된 교령으로 확인된 이 약속은 토요 특전이라는 이름으로 유명하다.

## 준성사로서의 갈색 스카풀라
갈색 스카풀라는 준성사이므로 착용자의 신앙심에 비례하여 은총이 부어진다. 성모 마리아의 모든 약속은 성실한 신앙생활과 경건하고 올바른 신앙심을 전제로 하는 것이다.

## 전례 주년
로마 가톨릭교회의 로마 미사 경본에서는 '가르멜 산의 복되신 동정 마리아'를 7월 16일에 기리고 있다.

## 같이 보기
- 가르멜 산
- 성모 발현